# Mangum
Mangum és una ciutat dels Estats Units a l'estat d'Oklahoma. Segons el cens del 2000 tenia 2.924 habitants.

## Demografia
Segons el cens del 2000, Mangum tenia 2.924 habitants, 1.236 habitatges, i 765 famílies. La densitat de població era de 645,1 habitants per km².
Dels 1.236 habitatges en un 25,9% hi vivien nens de menys de 18 anys, en un 47% hi vivien parelles casades, en un 11,2% dones solteres, i en un 38,1% no eren unitats familiars. En el 36% dels habitatges hi vivien persones soles el 23,2% de les quals corresponia a persones de 65 anys o més que vivien soles. El nombre mitjà de persones vivint en cada habitatge era de 2,25 i el nombre mitjà de persones que vivien en cada família era de 2,92.
Per edats la població es repartia de la següent manera: un 23,8% tenia menys de 18 anys, un 8,1% entre 18 i 24, un 21,7% entre 25 i 44, un 22,9% de 45 a 60 i un 23,4% 65 anys o més.
L'edat mediana era de 42 anys. Per cada 100 dones de 18 o més anys hi havia 85,1 homes.
La renda mediana per habitatge era de 25.064 $ i la renda mediana per família de 30.547 $. Els homes tenien una renda mediana de 26.250 $ mentre que les dones 16.198 $. La renda per capita de la població era de 13.392 $. Entorn del 20,2% de les famílies i el 24,2% de la població estaven per davall del llindar de pobresa.

## Poblacions més properes
El següent diagrama mostra les poblacions més properes.